# Ragnhild Jølsen
Ragnhild Theodore Jølsen, född den 28 mars 1875 i Enebakks kommun, död den 28 januari 1908 i Enebakks kommun, var en norsk författare. Ragnhild Jølsen anses vara den mest originella av hembygdsdiktarna i början av 1900-talet. Hon levde och skrev under brytningstiden mellan det gamla bondesamhället och det moderna industrisamhället.

## Biografi
Ragnhild Jølsen kom från en släkt med många konstnärliga och tekniska intressen. Hon var yngst av nio barn, varav fyra dog tidigt. Hennes far, Holm Jølsen, var en av de tidigaste industripionjärerna i Norge och drev på Ekeberg gård i Ekebergdalen Skandinaviens största tändsticksfabrik under åren 1866–1886. Sedan tidigare hade gården ett sågverk och ett tegelbruk. När tändsticksfabriken flyttades till Bryn i Aker 1886 startade Holm Jølsen en cellulosafabrik. Anläggningarna blev utsatta för bränder, och Holm Jølsen byggde upp dem gång på gång. Till slut tvingades han dock ge upp, och 1889 – när Ragnhild Jølsen var 14 år gammal – flyttade familjen från gården, som hade varit i släktens ägo sedan 1634. De flyttade till Kristiania, där Ragnhild Jølsen gick i Hartvig Nissens skola.
När familjen år 1896 flyttade tillbaka till Enebakk och den då förfallna släktgården var Ragnhild Jølsen 21 år. Det var då hon började skriva på allvar. Hon använde sig av båda sina föräldrar som källor för traktens muntliga tradition, men även av andra källor. 1903 kom hennes första roman ut, samma år som hennes mor dog. År 1904 såldes släktgården, och Ragnhild Jølsen flyttade med sin storasyster och far till Solbakken, den tidigare ingenjörsbostaden. 1906 dog hennes far. Samma år fick Ragnhild Jølsen ett stipendium, och hon reste i november till Rom, där hon lärde känna den då gifte konstnären Carl Dørnberger och inledde ett förhållande med honom. De träffades i Köpenhamn och Rom, men även i Enebakk och Son. Kärleksrelationen mellan dem varade i knappt ett år och slutade tragiskt. I januari 1908 fick den då 32-åriga, gravida Ragnhild Jølsen i sig för mycket av sömnpulvret Kloral och dog i sitt hem i Enebakk.
| ”                 | Min älskade, jag gav dig rosor och violer. Jag gav dig hjärtats finaste blomster. Jag gav dig ur min ömhets djup. Älskade, min älskade, tror du att jag blev fattigare av det? Det är som om jag bär en krona med många gnistrande stenar, min älskade… | „ |
| – Ragnhild Jølsen | |   |

Ragnhild Jølsen ligger begravd mellan sina föräldrar vid Enebakk kyrka, nära östra väggen. Hon hade många planer för sitt fortsatta författarskap, som dittills bara hade varat i 5 år. Bland annat skrev hon på en roman som skulle heta Den röda hösten, där dispositionen och två kapitel var klara. Dessa fragment har Kari Christensen använt i sin skildring av Ragnhild Jølsens liv och gärning.

## Författarskap
Selma Lagerlöf var den författare Ragnhild Jølsen tydligast var påverkad av. Båda kom från skogs- och bruksmiljö, båda miste fädernesgården, men det var bara Lagerlöf som lyckades köpa tillbaka den.
Innan debuten hade Ragnhild Jølsen skrivit på allvar under 6–7 år. Kvinnotidningen Urd publicerade hennes första berättelse "Digerheim Herreborg". Produktiva men krisartade år följde då båda hennes föräldrar dog. De dubbla rollerna som sjuksköterska och författare hade tagit på krafterna, och ett komplicerat kärleksförhållande försvårade vardagen. Varje år mellan 1903 och 1906 gav hon ut ett prosaverk, först romanerna Ve's mor, Rikka Gan, Fernanda Mona och Hollases krønike, och 1907 kom novellsamlingen Brukshistorier.
Ragnhild Jølsen ryggade inte för ämnen som var kontroversiella och tabubelagda. Hennes romaner skildrar starka kvinnor med högt ställda förväntningar på livet, men som krossas i mötet med den krassa verkligheten.
I Rikka Gan, Ragnhild Jølsens främsta verk, förnyade hon djärvt den gotiska romanen genom att låta gamla gårdar spela en liknande roll som gamla slott i den europeiska gotiska genren. Död och dysterhet, desperation och galenskap råder. Kvinnan Rikka och gården Gan har en ödesgemenskap, där både huvudpersonen och släktgården är i upplösning, och gårdens och kvinnans kris skildras i ett psykologiskt, socialt och nationellt sammanhang. Författaren var långt före sin tid med att skildra depressiva och driftstyrda kvinnor.
"Hennes böcker kännetecknas av svåra kvinnoliv och konfliktfylld kärlek. Även om hon enligt samtidens definition själv inte var en förespråkare för kvinnofrågan, och frigörelseprocessen måste betraktas ur ett individuellt perspektiv, är hennes böcker en protest mot småborgerliga normer, dogmatisk religion, förljugen och sexualfientlig uppfostran och manliga värderingar."
Mest kända för eftervärlden blev hennes Brukshistorier. Denna innehåller berättelser från trakten kring tändsticksfabriken och som har fått sin givna plats i den norska nationallitteraturen.
Det är dock en helt annan stil som präglar merparten av hennes romaner. Det är de slungande motivens "art nouveau" och en genomgående fatalistisk dekadens som avtecknar sig i hennes intensiva och beundransvärda konstnärsgärning. Typisk för hennes författarstil är de korta, avhuggna meningarna, nästan maniskt lydande, som i bibelform, och hennes skildringar rör sig hela tiden i skärningspunkten mellan dröm och verklighet.
Ragnhild Jølsen efterlämnade några av de mest lidelsefulla kvinnoskildringar som har skapats i norsk litteratur. Både som privatperson och författare gick hon sina egna vägar, och huvuddelen av sitt korta vuxna liv framlevde hon som bohem. Därtill chockerade hon med att i sina böcker öppet skildra kvinnors sexualliv och drifter, något som fick vissa kritiker att hävda att det måste ha varit en man och inte en kvinna som hade skrivit dem.

## Eftermäle
Ragnhild Jølsens författarskap, liv och gåtfulla död har fascinerat många. Hans E. Kinck skrev år 1908 i Ved Ragnhild Jølsens død bland annat detta: "Med Ragnhild Jølsen gick en stor begåvning bort, en rik möjlighet – en av de rikaste vi haft." Han ansåg att hon "växte för varje verk", och att betydande värden förlorades vid hennes för tidiga död. För Kinck representerade Brukshistorierna inte enbart en högt utvecklad skrivkonst, utan även humör och släktskap med Tryggve Andersen, en annan författare Kinck uppskattade.
| ”               | Och vi som bara träffade henne i förbigående, vi minns en sak till: vi minns den märkligt bräckliga klangen i hennes stämma, den skälvning, som bara eldsjälar har… alltid på bristningsgränsen. | „ |
| – Hans E. Kinck | |   |

Redan året efter Ragnhild Jølsens död kom den första större biografin skriven av Antonie Tiberg: Ragnhild Jølsen i liv og digtning (1909). 
På senare år har det kommit flera andra biografier: 
- Øivind Ribsskog: Ragnhild Jølsens saga (1976)
- Kari Christensen: Portrett på mørk treplate (1989)
- Helge Nordahl: ... Tre kyss for den ensomme fugl (1991)
- Håkon Tysdal: Fra Ign til Fontana di Trevi – en reise gjennom Ragnhild Jølsens siste leveår (2008)
- Arnhild Skre: La meg bli som leoparden(2009)

Ragnhild Jølsens liv och verk inspirerade Jens Bjørneboe att skriva den halvdokumentära romanen Drømmen og hjulet (1964).
Rockgruppen Moys har gjort musik till Ragnhild Jølsens texter på CD:n Måneskinn og tåke (2009). 
Den mest omfattande musikaliska bearbetningen av Ragnhild Jølsens litterära universum finns i Morten Gaathaugs dramatiska kantat Den røde høst från 2009.
Vid Ekeberg gård i Ragnhild Jølsens hemkommun Enebakk restes 1938 en minnessten med en bronsrelief av Ragnhild Jølsen.
Målaren Erling Enger skapade år 1943 en målning av Børter gård vid Børtervannet, granngården till Ekeberg gård. Målningen heter ”Gammel gård”, och i centrum av bilden skymtas Ragnhild Jølsen närmast som ett spöke på tunet. Enger var nog inspirerad av romanen Rikka Gan, vars handling utspelas på den dystra gården Gan, som har Børter gård som förebild.
1988 gav Aschehoug förlag ut Ragnhild Jølsen – Romaner og fortellinger (ny upplaga 1996). 
2008 var det 100 år sedan Ragnhild Jølsen dog. Det uppmärksammades under hela året i Enebakk kommun.